# Эпифизарная пластинка
Эпифизарная пластинка (хрящевая пластинка роста) или зона роста — пластинка гиалинового хряща между эпифизом и метафизом трубчатых костей. Эпифизарная пластинка отмечается у детей и подростков; у взрослых её нет; после окончания роста она замещается эпифизарной линией.
Зона роста — участок растущей ткани с обоих концов длинных трубчатых костей у детей и подростков. От её роста зависит будущая длина и форма зрелой костной ткани. После завершения роста в конце пубертатного возраста (для каждой кости имеется свой возраст закрытия этих зон) рост их завершается, и зона роста замещается твёрдой костной тканью.

### Повреждения зон роста
Эпифизарные пластинки являются самой слабой частью детского скелета. Травмы их происходят даже чаще травм связок, мышц и др. Травмы, вызывающие растяжение связок у взрослых, способны стать причиной повреждений пластин роста у детей.
Эти травмы составляют 15 процентов всех детских переломов и встречаются в два раза чаще у мальчиков, чем у девочек, у которых опорно-двигательный аппарат созревает раньше, чем у мальчиков. В результате у девочек раньше завершается формирование костной ткани, и пластинки роста заменяются плотной костной тканью. Почти 50 % всех травм пластинок роста происходят в области лучезапястного и локтевого суставов. На нижней конечности наблюдаются чаще переломы в области голеностопного, коленного суставов, на стопе.

### Травмы
Eсли ребенок после имевшей место травмы жалуется на боль, и есть локальная болезненность, то нужен экстренный «покой» (иммобилизация) поврежденной конечности с консультацией врача.
Переломы в области зон роста (зона роста) у детей бывают травматические, бывают и патологические, когда причиной служат заболевания, приводящие к нарушениям нормальной структуры эпифизарных пластинок.

### Другие возможные причины травмы пластинок роста
У детей причиной нарушений пластинок роста может быть обморожение.
Радиационная терапия и химиотерапия при лечении отдельных видов рака также могут стать причиной повреждения роста пластины.

### Диагностика
Консультации врача необходимо сопровождать рентгенологическим исследованием.
Имеются особенности рентгенологического исследования костей детей. Поскольку зоны роста не имеют такой плотности, как кости, то рентгенография их не визуализирует. Поэтому рентгенологическое исследование проводят симметрично на обеих конечностях для сравнения изображений.
МРТ позволяет достаточно четко визуализировать изменения в тканях.

## Рост костей в длину
Эпифизарная пластинка участвует в продольном росте костей. Хондроциты пластинки находятся в постоянном митотическом делении.
Дочерние клетки собираются со стороны эпифиза, материнские оттесняются к метафизу. На фоне дегенерации старых хондроцитов остеобласты формируют новую костную ткань. В конце полового созревания эпифизарные хрящевые клетки прекращают деление, и вся хрящевая ткань постепенно замещается костной, за исключением тонкой эпифизарной линии.
Хрящевая пластинка роста имеет специфическую зональную организацию. Различают относительно неактивную резервную зону (эпифизарный конец), пролиферативную зону, гипертрофическую зону и зону оссифицирующегося хряща (метафиз).

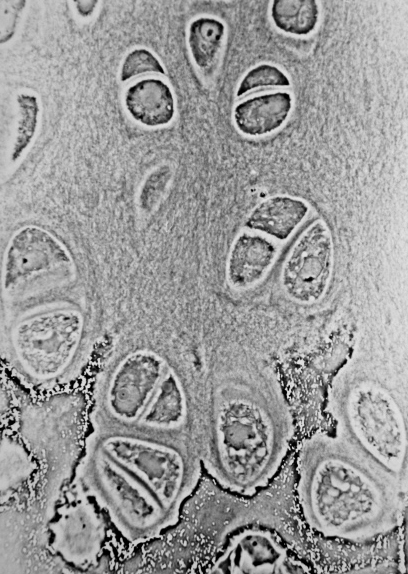
Гипертрофическая зона и зона обызвествления в эпифизарной пластинке. Фазово-контрастная микроскопия.

## Патология
Дефекты развития эпифизарной пластинки приводят к расстройствам роста. Наиболее распространённым врождённым дефектом является ахондроплазия — нарушение формирования хряща, приводящее к развитию карликовости. Распространённой патологией эпифизарной пластинки является её разрушение (эпифизеолиз).

## Исследование эпифизарной пластинки
Хирург Джон Хантер, который считается «отцом пластинки роста», занимался изучением роста цыплят. Он отметил, что кости растут с концов, таким образом выявив существование эпифизарных пластинок.